# Vladimir Cupara
Vladimir Cupara, né le 19 février 1994 à Belgrade, est un handballeur international serbe évoluant au poste de gardien de but au sein du club roumain du Dinamo Bucarest.

## Carrière
Il a participé à l'Euro 2018 avec l'équipe de Serbie.
Il a été élu dans l'équipe type de la Ligue SEHA durant la saison 2020-2021.